# Girlfriend (Alicia Keys)
Girlfriend is een single van het album Songs in A Minor, het debuutalbum van Amerikaanse R&B/Soulzangeres Alicia Keys. Het nummer is geschreven door Keys, Jermaine Dupri en Joshua Thompson en werd uitgebracht als de vierde en laatste single van het album. Het nummer werd echter al vóór de release van de single Fallin' naar de radio's in Amerika gestuurd, het nummer werd in Amerika echter nooit als single uitgebracht. In Europa werd het nummer niet echt bekend. In Nederland stond het nummer op zijn hoogst op plaats 18.